# Pjotr Jakowlewitsch Mschwenijeradse
Pjotr Jakowlewitsch Mschwenijeradse (russisch Пётр Яковлевич Мшвениерадзе; georgisch პეტრე მშვენიერაძე; * 24. März 1929 in Tiflis; † 3. Juni 2003 in Moskau) war ein sowjetischer Wasserballspieler. Bei Olympischen Spielen gewann er eine Silber- und eine Bronzemedaille. Bei Europameisterschaften war er mit der sowjetischen Nationalmannschaft ebenfalls einmal Zweiter und einmal Dritter.

## Sportliche Karriere
Der 1,86 Meter große Mschwenijeradse spielte für Dynamo Moskau. Bei den Olympischen Spielen 1952 in Helsinki wurde die sowjetische Mannschaft in ihrer Vorrundengruppe Zweite hinter den Ungarn. Nach einer Niederlage gegen die Niederländer und einem Unentschieden gegen die Jugoslawen spielten die sowjetische Mannschaft um die Plätze 5 bis 8 und erreichte schließlich den siebten Rang. Pjotr Mschwenijeradse wirkte in neun Partien mit. 
Bei der Europameisterschaft 1954 in Turin gewann die sowjetische Mannschaft in der Vorrunde gegen die Österreicher und verlor gegen die Ungarn. In beiden Spielen erzielte Mschwenijeradse jeweils zwei Treffer. In der Zwischenrunde besiegte die Mannschaft die Spanier, Mschwenijeradse warf das letzte Tor. Durch ein Unentschieden gegen die Jugoslawen verpassten die sowjetischen Spieler die Runde der besten vier Teams. Mit zwei Siegen in den Platzierungsspielen erreichte die sowjetische Mannschaft den fünften Platz.
Bei den Olympischen Spielen 1956 in Melbourne wirkte Mschwenijeradse in allen sieben Spielen mit und erzielte insgesamt elf Tore. Das einzige Spiel ohne einen Treffer von ihm war das Blutspiel von Melbourne gegen die ungarische Mannschaft, das die sowjetische Mannschaft mit 0:4 verlor. Mit dem abschließenden 6:4-Sieg über die deutsche Mannschaft sicherte sich die sowjetische Mannschaft den dritten Platz hinter den Ungarn und den Jugoslawen. Zwei Jahre später war Budapest Austragungsort der Wasserball-Europameisterschaft 1958. Wie in Melbourne siegten die Ungarn vor den Jugoslawen und dem Team aus der Sowjetunion. Bei gleicher Punktzahl mit den Jugoslawen und den Italienern entschied die bessere Tordifferenz über die Platzierungen hinter den Ungarn.
Bei den Olympischen Spielen 1960 in Rom wurde Mschwenijeradse in sieben Spielen eingesetzt und erzielte fünf Turniertore. Die sowjetische Mannschaft erhielt die Silbermedaille hinter den Italienern und vor den Ungarn. Bei der Wasserball-Europameisterschaft 1962 in Leipzig siegte das ungarische Team, dahinter belegten die Mannschaften aus der Sowjetunion und aus Jugoslawien punktgleich gemeinsam den zweiten Platz. Die sowjetische Mannschaft beendete das Turnier ohne Niederlage, nachdem sie gegen alle drei Gegner aus der Endrunde Unentschieden erspielt hatte.
1976 nahm Pjotrs älterer Sohn Nugsar Mschwenijeradse an den Olympischen Spielen teil. Vier Jahre später wurde sein jüngerer Sohn Georgi Mschwenijeradse Olympiasieger in Moskau.